# Киев-Лиски
Ки́ев-Лиски́ — грузовая железнодорожная станция Киевского железнодорожного узла Юго-Западной железной дороги. Расположена в Днепровском районе города, поблизости от местностей ДВРЗ и Старая Дарница, по адресу ул. Алексея Довбуша, 22.
Станция возникла во время застройки Дарницкой промзоны на месте грузового двора станции Дарница. Имеет вид ответвления на север от сортировочного парка Лиски станции Дарница. На станции отсутствует автоблокировка и централизация стрелочных переводов.
Станция выполняет исключительно грузовые функции. Является составной частью филиала "Центр транспортного сервиса «Лиски»", который занимается основными видами контейнерных грузовых перевозок за границу и из-за границы.